# Бошан, Уильям, 1-й барон Бергавенни
Уильям (V) де Бошан (англ. William de Beauchamp; ок. 1343 — 8 января 1411) — барон Абергавенни (по праву владения) с 1389 года, 1-й барон Бергавенни (Абергавенни) (по призывной грамоте) с 1392 года, английский рыцарь, капитан Кале в 1383—1389 годах, рыцарь Ордена подвязки с 1376 года, юстициарий Южного Уэльса и губернатор Пембрука в 1399—1401 годах, сын Томаса де Бошана, 11-го графа Уорика, и Кэтрин Мортимер.
Хотя Уильям изначально был избран для церковной карьеры, ранняя смерть его двух братьев привела к тому, что он переориентировался на мирскую карьеру. В молодые годы он участвовал в различных военных кампаниях за пределами Англии. Во время правления Ричарда II Уильям был членом королевского двора. Позже ему удалось унаследовать большую часть владений Гастингсов, что с учётом родовых владений сделало его крупным землевладельцем и бароном. После свержения Ричарда II Уильям сохранил своё положение и при новом короле, Генрихе IV.

## Биография

### Молодые годы. Рыцарь
Уильям был четвёртым из сыновей Томаса де Бошана, 11-го графа Уорика, от брака с Кэтрин Мортимер, дочерью Роджера Мортимера, 1-го графа Марч. Он родился около 1343 года. Как младший из сыновей, Уильям первоначально был избран для церковной карьеры. В 1358—1361 годах он обучался в Оксфорде. В 1358 году по разрешению папы ему был передан первый приход. Однако к 1361 году умерло двое из его трёх братьев, из-за чего Уильям переориентировался на мирскую карьеру.
К 1367 году Уильям был посвящён в рыцари, а в 1375 или 1376 году был сделан рыцарем Ордена подвязки. В 1367 году Уильям в армии Эдуарда Чёрного Принца отправился в Кастилию, где принял участие в битве при Нахере. В том же году он вместе со старшим братом Томасом, наследником Уорика, отправился в крестовый поход в Пруссию.
В 1370 году Уильям участвовал в боевых действиях в Гаскони. В 1373 году он в составе армии Джона Гонта отправился во Францию, а в 1381—1382 годах участвовал в португальском походе графа Кембриджа. В 1383 году он должен был присоединиться к крестовому походу, организованному Генри ле Диспенсером, но, вероятно, из-за отказа выплатить ему полное содержание отказался от участия в нём.
В 1375 году король Эдуард III назначал Уильяму пожизненную ренту в 100 марок. В 1370-е годы Уильям был баннеретом в составе армии Джона Гонта, который в 1373 году выплатил ему ренту в 100 марок. Также некоторые выплаты ему делал брат Томас, ставший в 1369 году графом Уориком.

### Землевладелец
По завещанию умершего в 1369 году отца Уильям получил ряд земель, оцениваемых в 400 марок, в основном в Мидлендсе. В 1372 году Уильям получил перспективы увеличить свои владения. Джон де Гастингс, 2-й граф Пембрук, который в это время не имел детей, враждовал со своим троюродным братом и вероятным наследником Рейнольдом де Греем, 3-м бароном Греем из Ратина. Не желая перехода своих владений к Грею, Гастингс завещал свои владения другому двоюродному брату — Уильяму де Бошану. Исключением оказался Пембрук, завещанный короне. Взамен Уильям должен был держать руку Гастингса и попытаться позже получить титул графа Пембрука. Гастинс умер в 1375 году, но у него к этому времени родился сын, Джон. В 1378 году Уильяму удалось получить опеку над несовершеннолетним наследником. Граф Пембрук умер бездетным в 1389 году, после чего Уильям получил завещанные ему владения, включая замок Бергавенни.
Также у Уильяма были деловые интересы к Сомерсету, которые были связаны с браком его сестры с Джоном, лордом Бошаном из Хэтча. Однако основные интересы Уильяма лежали в Западном Мидленсе. К унаследованным ранее владениям в 1376 году брат, граф Уорик, добавил прежние владения Монфоров в Бродесерте (Уорикшир). Кроме того, в 1386 году он обменял два доставшихся от отца владения в Уилтшире на владения в Уорикшире.
В 1377 году Уильям был сделан хранителем королевского леса и парка Фекенхэм (Вустершир), а с 1380 года он входил в ряд комиссий, связанных с Фекенхэмом.
В 1383 году Уильям с братом помогли основать Гильдию Святой Троицы и Святой Марии в Уорике.
Многие арендаторы Уильяма происходили из западно-мидлендских родов, связанных с Уорикширом. В течение 1380-х годов он помогал брату с развернувшимся конфликтом из-за поместья Лэдброк (Уорикшир).

### На службе у короля Ричарда II
Уильям был членом совета Чёрного Принца, а также исполнителем завещания его вдовы в 1385 году. Вероятно именно поэтому во время первой половины правления короля Ричарда II Уильям был близок к нему. Он был одним из первых рыцарей короля, назначенных в 1377 году. В 1378—1380 годах Уильям исполнял обязанности гофмейстера королевского домашнего хозяйства. В начале 1380-х годов Уильям получил ряд рент, включая пожизненную ренту в 200 марок в год, назначенную в 1380/1381 году. Вероятно, что именно через королевский двор Уильям оказался связан с лоллардами, которым он, возможно сочувствовал. Уильям пересекался с некоторыми подозрительными людьми вроде сэра Филиппа де Ла Ваша. Сочувствие лоллардам было связано с тем, что Уильям обучался в Оксфорде в том время, когда там читал лекции Уиклиф, кроме того Уильям служил Джону Гонту, защищавшему Уиклифа, который также был членом королевского двора Ричарда II.
Роль Уильяма, которую он играл во время бурного правления Ричарда II, не совсем ясна. Его брат, граф Уорик, был одним из лордов-апеллянтов, противников короля, что могло заставить Уильяма перейти в оппозицию королю, однако Уильям был среди приближённых короля, которые подвергались нападкам апеллянтов и парламента в 1386—1388 годах, хотя лично Уильяма они не задевали. За исключением участия в комиссиях по Фекенхэму Уильям не принимал участие в управлении Англией. Вероятно это происходило из-за того, что Уильям в основном был занят в различных кампаниях на континенте, а также принимал участие в нескольких дипломатических миссиях. В 1383—1389 годах он был капитаном Кале.
В феврале 1387 года Уильям вместе с братом был в числе группы знати, назначенной для опеки над землями малолетнего графа Стаффорда. Однако у него были и враги при дворе, что видно из враждебного расследования предполагаемого пренебрежения опекой над Пембруком в 1386—1387 годах. Хотя этот эпизод и был ему прощён, Уильям был вынужден договориться о том, что он оставит земли наследнику.
После углубления политического кризиса в 1387 году король приказал Уильяму оставить пост капитана Кале, однако тот не подчинился. По сообщению хрониста Найтона, Бошан конфисковал секретные письма, посланные Ричардом II королю Франции, у королевского рыцаря Джона Голэфра, переслав их герцогу Глостеру, врагу Ричарда II. В том же году Уильям отказался принять бежавшего в Кале королевского фаворита графа Саффолка, возвратив его в Англию.
Во время кризиса 1387—1388 годов Бошан оставался в Кале. После расправы над сторонниками короля в Безжалостном парламенте Уильям получил на три года земли, конфискованные у Николаса Брембра.
Отношения Уильяма с королём в 1390-е годы более запутаны, хотя это может быть отражением сложности и непредсказуемости королевской политики в то время. В 1390 году Уильям был лишён опеки над Пембруком. В 1389 году его снова преследовали за траты — на этот раз как держателя владений от монахов из Кирби (Уорикшир). До середины 1390-х годов Уильям оказался втянут в ряд судебных процессов — как в качестве истца, так и ответчика, причём цели его противников плохо известны. В результате он рисковал потерей серьёзных сумм. За своё неповиновение, выказанное в 1387 году, Уильям по возвращении в Англию, возможно, провёл некоторое время в заключении, с этим могли быть связаны некоторые судебные издержки.
В 1394 году Уильям и его брат выступили гарантами лояльности Арундела для того, чтобы его выпустили из заключения в Тауэре. В это же время (не позднее 20 февраля 1396 года) Уильям женился на Джоан Фицалан, дочери Ричарда Фицалана, 11-го графа Арундела, одного из лордов-апеллянтов. Это могло показаться не очень дальновидным шагом с учётом вражды короля и Арундела, поскольку могло ухудшить отношения с королём, однако не исключено, что этот брак был связан с тем, что Арундел в 1390 году женился на вдове графа Пембрука, которая в качестве вдовьей доли получила треть владений покойного мужа. Так что этот союз по большей части мог облегчить Уильяму наследование владений Гастингсов. В пользу этой версии говорит тот факт, что до 1395 года Бошан продолжал участвовать в работе королевских комиссий.
В 1390—1392 годах Уильям смог обеспечить себе наследование большей части владений Гастингсов, несмотря на претензии других наследников. Ему удалось договориться с Реджинальдом де Греем, 3-м бароном Греем из Ратина, законным наследником покойного графа Пембрука, о наследовании Абергавенни взамен выплаты 1000 марок. Также он отказался в пользу короны от Пембрука, чем обеспечил уступки от короля. Дополнительно Уильям получил ряд обширных владений по всей Англии. В итоге он стал бароном и 23 июля 1392 года был вызван в английский парламент как барон Бергавенни.

### Последние годы
Во время расправы Ричарда II с лордами-апеллянтами Уильяму удалось дистанцироваться от брата, отправленного в изгнание. Более того, он в 1398 году получил некоторые из владений казнённого Арундела.
Уильям поддержал свержение Ричарда II Генрихом IV Болинброком. Через месяц после коронации Генриха IV Уильям был назначен юстициарием Южного Уэльса и губернатором Пембрука. Во время восстания Глиндура Уильям противился валлийцам и был дважды осаждён в Абергавенни. В преклонном возрасте ему, вероятно, было сложно выполнять обязанности юстициария, поэтому в 1401 году Уильям оставил эту должность, хотя в 1405 году в течение полугода он выполнял обязанности лейтенанта Южного Уэльса.
Уильям и его жена получили много пожалований от Генриха IV. В частности Бошану после смерти в 1401 году графа Уорика была доверена опека над его наследником. В 1401—1409 годах Уильям, чтобы сохранить унаследованные им владения Гастингсов, успешно помогал барону Грею в вооружённой борьбе против Эдварда Гастингса из Элзинга.
Во время правления Генриха IV Уильям исполнял также обязанности мирового судьи в Херефорде (как барон Абергавенни), а также в Уорикшире и Вустершире, где он продолжал владеть обширными землями. Как и ранее, его арендаторы в этих владениях в основном происходили из Уорикшира. При этом у него были дружественными отношения с племянником, новым графом Уориком.
Уильям умер 8 мая 1411 года. По его завещанию, исполнителями которого были назначены архиепископ Кентерберийский (дядя жены) и граф Арундел (брат жены), тело Уильяма было похоронено в гробнице Гастингсов в церкви монахов-доминиканцев в Херефорде. Его завещание, датированное 1408 годом, является одним из самых ранних завещаний, составленных на английском языке. Его вдова так и не вышла больше замуж, до самой смерти обладая значительным влиянием.
Наследовал Уильяму единственный сын Ричард Бошан.

## Брак и дети
Жена: ранее 20 февраля 1396 года Джоан Фицалан (1375 — 14 ноября 1435), дочь Ричарда Фицалана, 11-го графа Арундела, и Элизабет де Богун. Дети:
- Ричард Бошан (до 1397 — 18 марта 1422), 2-й барон Бергавенни с 1411 года, 1-й граф Вустер с 1421 года
- Элизабет Бошан
- Джоан Бошан; муж: Джеймс Батлер, 4-й граф Ормонд (1392 — 22 августа 1452), 4-й граф Ормонд с 1405 года

## Комментарии
1. ↑  Возможно его титул звучал как «барон Бошан из Бергавенни»[1].
2. ↑  Рейнольд де Грей был внуком Элизабет Гастингс, сестры Джона Гастингса, 1-го барона Гастингса, деда 2-го графа Пембрука. Уильям де Бошан и граф Пембрук были связаны родством через своих матерей, которые были дочерьми Роджера Мортимера, 1-го графа Марча.